# Kriegerdenkmal Beuditz

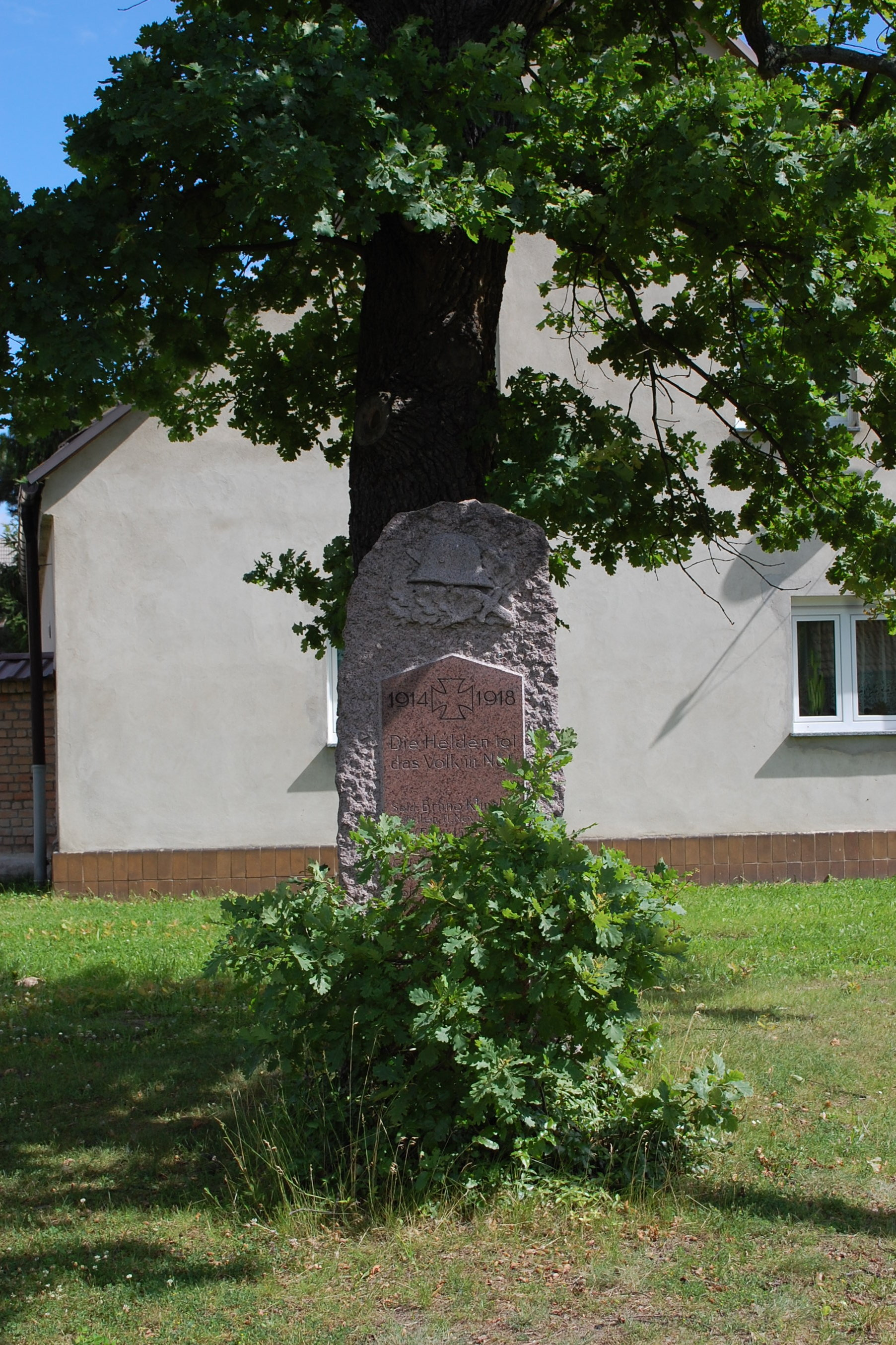
Kriegerdenkmal Beuditz

Das Kriegerdenkmal Beuditz ist ein denkmalgeschütztes Kriegerdenkmal im zur Ortschaft Großkugel gehörenden Ortsteil Beuditz in der Gemeinde Kabelsketal in Sachsen-Anhalt.

## Lage
Es befindet sich an der Südseite des Dorfes am Dorfplatz und ist im örtlichen Denkmalverzeichnis eingetragen.

## Architektur und Geschichte
Das Kriegerdenkmal wurde in Gedenken an die Gefallenen des Ersten Weltkrieges errichtet. Das Jahr der Errichtung und der Einweihung des Kriegerdenkmals ist nicht bekannt. Es besteht aus einem schlichten Monolith auf dem unterhalb der Darstellung eines Helms mit Eichenlaub die Inschrift angebracht ist: 1914 1918 Die Helden tot – Das Volk in Not. Darunter sind die Namen gefallener Beuditzer aufgeführt. Das direkt an einer Eiche stehende Denkmal ist von einer schmiedeeisernen Einfriedung umgeben.